# Società Sportiva Campobasso 1981-1982
Questa voce raccoglie le informazioni riguardanti la Società Sportiva Campobasso nelle competizioni ufficiali della stagione 1981-1982.

## Stagione
Nel 1981-1982 la società è in grave crisi con l'addio di Falcione e con la società a un passo dal fallimento, finché Fernando Palange convince l'imprenditore edile Antonio Molinari ad acquistare la squadra. Viene affidata la panchina a Vincenzo Montefusco, il quale all'inizio fa anche il direttore sportivo. La squadra viene rinnovata, partono Guerini, Casaroli, Spada, Lancetti e Facoetti, mentre arriva la coppia difensiva Marcello Nicolucci e Stefano Calcagni, l'ala Antonio Tripepi, Alfredo Canzanese e dalla Roma Luigi Ciarlantini e Marco Silvestri. Come direttore sportivo arriva Piero Aggradi che riporta al Campobasso dopo nove anni Di Risio.
La partenza vede 4 sconfitte e una vittoria nelle prime cinque giornate, Biancardi e Fantini vanno via dopo una pesante contestazione, Motta e Nemo vendono venduti, viene esonerato Montefusco e al suo posto viene chiamato Antonio Pasinato, mentre arrivano il portiere Walter Ciappi, l'attaccante Ubaldo Biagetti, il centrocampista Primo Maragliulo e il trequartista svincolato Guido Biondi. Alla 7ª giornata proprio Biondi, alla sua prima partita in rossoblù, ci mette un minuto per segnare su punizione (per questa sua caratteristica, verrà soprannominato "il Platini del Molise"). La squadra macina punti, recuperando il gap iniziale tanto che, alla sosta di Natale, la squadra si ritrova a meno due dalla Nocerina seconda.
I lupi vincono un importante scontro diretto contro la Reggina, ma non riesce ad avere la meglio contro le battistrada Arezzo e Nocerina (rispettivamente 1-1 e 1-0), con la sconfitta a Nocera Inferiore che ributta i rossoblù al sesto posto. Da questa partita i rossoblù rimangono imbattuti fino a fine stagione: quattro vittorie di fila vincendo anche fuori casa, riportandosi a due punti di distacco dalla capolista Arezzo, a Salerno pareggia contro la seconda in rimonta con gol di Canzanese (uno dei 5 stagionali in campionato). Contro il Campania in casa non va oltre l'1-1, a Civitanova Marche punta platealmente al pareggino in trasferta, contro il Francavilla torna alla vittoria, mentre contro la Casertana è proprio Biondi a trovare il gol del pareggio.
31ª giornata, sul campo della Paganese, dopo un gol annullato a Scorrano, ci pensa ancora Biondi su punizione all'88', trovando un'importante vittoria in trasferta. Alla viglia della penultima giornata, la classifica che Arezzo a 43, Campobasso e Nocerina a 42.
In trasferta sul campo del Casarano, il pullman dei molisani viene preso a sassate (Maestripieri venne ferito); la partita si conclude 1-1 (decimo gol stagionale di Biondi); contemporaneamente Campania-Nocerina si conclude 2-2 dopo l'interruzione della partita sul 2-0 per i molossi per gli scontri causati dai tifosi del Campania. Entrambe le squadre fanno ricorso. All'ultima giornata, il 30 maggio 1982, i lupi vincono per 1-0 contro la Reggina con il gol vittoria di Maragliulo, ma si deve aspettare l'esito dei ricorsi che arrivano il 2 giugno: ricorso dei molisani accolto e vittoria a tavolino 2-0 contro il Casarano, quello della Nocerina viene respinto. Il Campobasso si classifica così 2° a 46 punti evitando lo spareggio promozione con la Nocerina, ottenendo così una storica promozione in Serie B.
In Coppa Italia Serie C i lupi vanno fino in fondo, dopo il girone elimina il Frosinone, il Teramo, la Ternana, l'Osimana e il Campania. In finale incontra il Lanerossi Vicenza, l'andata finisce 0-0 in Molise, al ritorno i rossoblù vanno in vantaggio subito con Maragliulo ma si fanno raggiungere all'82' e ai supplementari veneti vincono il trofeo con il risultato finale di 3-1.

## Rosa
| N. |                      | Ruolo | Calciatore                  |
| -- | -------------------- | ----- | --------------------------- |
|    | Argentina (bandiera) | P     | Walter Ciappi               |
|    | Italia (bandiera)    | P     | Bruno Fantini               |
|    | Italia (bandiera)    | P     | Piero Tomei                 |
|    | Italia (bandiera)    | D     | Stefano Calcagni            |
|    | Italia (bandiera)    | D     | Luigi Ciarlantini           |
|    | Italia (bandiera)    | D     | Renzo Martin                |
|    | Italia (bandiera)    | D     | Marcello Nicolucci          |
|    | Italia (bandiera)    | D     | Carmelo Parpiglia           |
|    | Italia (bandiera)    | D     | Michele Scorrano (capitano) |
|    | Italia (bandiera)    | C     | Paolo Biancardi             |
|    | Italia (bandiera)    | C     | Guido Biondi                |
|    | Italia (bandiera)    | C     | Umberto Catarci             |
|    | Italia (bandiera)    | C     | Raffaele Di Risio           |
|    | Italia (bandiera)    | C     | Nicola Fucci                |

| N. |                   | Ruolo | Calciatore          |
| -- | ----------------- | ----- | ------------------- |
|    | Italia (bandiera) | C     | Marco Maestripieri  |
|    | Italia (bandiera) | C     | Primo Maragliulo    |
|    | Italia (bandiera) | C     | Luigi Sollazzo      |
|    | Italia (bandiera) | C     | Michele Tomasino    |
|    | Italia (bandiera) | C     | Antonio Tripepi     |
|    | Italia (bandiera) | A     | Ubaldo Biagetti     |
|    | Italia (bandiera) | A     | Alfredo Canzanese   |
|    | Italia (bandiera) | A     | Francesco Carnevale |
|    | Italia (bandiera) | A     | Fulvio D'Adderio    |
|    | Italia (bandiera) | A     | Paolo Di Lena       |
|    | Italia (bandiera) | A     | Luigi Intrevado     |
|    | Italia (bandiera) | A     | Gian Battista Motta |
|    | Italia (bandiera) | A     | Pieraldo Nemo       |
|    | Italia (bandiera) | A     | Marco Silvestri     |
|    | Italia (bandiera) |       | Gianni Testa        |

## Calciomercato

### Sessione estiva
| Acquisti | Acquisti           | Acquisti  | Acquisti      |
| R.       | Nome               | da        | Modalità      |
| -------- | ------------------ | --------- | ------------- |
| P        | Pietro Tomei       | Forlì     | fine prestito |
| D        | Stefano Calcagni   | Nocerina  | definitivo    |
| D        | Luigi Ciarlantini  | Roma      | definitivo    |
| D        | Renzo Martin       | Turris    | definitivo    |
| D        | Marcello Nicolucci | Nocerina  | definitivo    |
| C        | Raffaele Di Risio  | Triestina | definitivo    |
| C        | Nicola Fucci       | Lanciano  | fine prestito |
| C        | Antonio Tripepi    | Paganese  | definitivo    |
| A        | Alfredo Canzanese  | Cavese    | definitivo    |
| A        | Marco Silvestri    | Roma      | definitivo    |

| Cessioni | Cessioni         | Cessioni   | Cessioni   |
| R.       | Nome             | a          | Modalità   |
| -------- | ---------------- | ---------- | ---------- |
| P        | Sandro Di Vicoli |            | svincolato |
| D        | Piero Brezzi     |            | svincolato |
| D        | Alvaro Facoetti  | Leffe      | definitivo |
| D        | Marco Lancetti   | Pro Patria | definitivo |
| D        | Enrico Lanzi     | Paganese   | definitivo |
| C        | Leo D'Alesio     |            | svincolato |
| C        | Alfredo Spada    | Forlì      | definitivo |
| C        | Giuseppe Guerini | Cavese     | definitivo |
| A        | Walter Casaroli  | Pescara    | definitivo |
|          | D'Ugo            |            | svincolato |
|          | Licursi          |            | svincolato |
|          | Rizzi            |            | svincolato |

### Sessione autunnale
| Acquisti | Acquisti         | Acquisti | Acquisti   |
| R.       | Nome             | da       | Modalità   |
| -------- | ---------------- | -------- | ---------- |
| P        | Walter Ciappi    |          | svincolato |
| C        | Guido Biondi     |          | svincolato |
| C        | Primo Maragliulo | Lecce    | definitivo |
| A        | Ubaldo Biagetti  | Lecce    | definitivo |

| Cessioni | Cessioni            | Cessioni         | Cessioni   |
| R.       | Nome                | a                | Modalità   |
| -------- | ------------------- | ---------------- | ---------- |
| P        | Bruno Fantini       | Bari             | definitivo |
| C        | Paolo Biancardi     | Cavese           | definitivo |
| C        | Umberto Catarci     | Avezzano         | definitivo |
| A        | Gian Battista Motta | Teramo           | definitivo |
| A        | Pieraldo Nemo       | Vigor Senigallia | definitivo |

## Risultati

### Campionato

#### Girone di andata
| Arbitro: | Lussana (Bergamo) |

|            |           |  |
| Gritti 87’ | Marcatori |  |

| Arbitro: | Laricchia (Bari) |

|  |           |           |
|  | Marcatori | 85’ Galli |

| Arbitro: | Tuveri (Cagliari) |

|              |           |  |
| Mocellin 85’ | Marcatori |  |

| Arbitro: | Boschi (Parma) |

|               |           |  |
| Canzanese 16’ | Marcatori |  |

| Arbitro: | Luci (Firenze) |

|              |           |  |
| Barbieri 67’ | Marcatori |  |

| Arbitro: | Galbiati (Monza) |

|                               |           |                    |
| Drago 22’ Polidoro 50’ (rig.) | Marcatori | 26’, 35’ Canzanese |

| Arbitro: | Da Pozzo (Monza) |

|                            |           |  |
| Biondi 1’ Maestripieri 70’ | Marcatori |  |

| Arbitro: | Ronchetti (Carpi) |

|            |           |            |
| Donati 70’ | Marcatori | 17’ Biondi |

| Campobasso 16 dicembre 1981 9ª giornata | Campobasso           | 0 – 0 | Salernitana | Stadio Giovanni Romagnoli\| Arbitro: \| Alberghini (Voghera) \| |
| Arbitro:                                | Alberghini (Voghera) |       |             |                                                                 |

| Arbitro: | Valessi (Pisa) |

|  |           |                  |
|  | Marcatori | 25’ (aut.) Costa |

| Arbitro: | Sarti (Modena) |

|                              |           |              |
| Biagetti 18’ Ciarlantini 51’ | Marcatori | 75’ Paolucci |

| Francavilla al Mare 6 dicembre 1981 12ª giornata | Francavilla      | 0 – 0 | Campobasso | Stadio Comunale\| Arbitro: \| Da Pozzo (Monza) \| |
| Arbitro:                                         | Da Pozzo (Monza) |       |            |                                                   |

| Arbitro: | Falsetti (Roma) |

|                |           |  |
| Maragliulo 59’ | Marcatori |  |

| Arbitro: | De Marchi (Novara) |

|            |           |  |
| Biondi 36’ | Marcatori |  |

| Arbitro: | Pampana (Pisa) |

|              |           |  |
| Beccaria 83’ | Marcatori |  |

| Arbitro: | Baroni (Macerata) |

|                                                        |           |  |
| Canzanese 22’ Di Risio 57’ Biagetti 73’ Maragliulo 89’ | Marcatori |  |

| Arbitro: | Sguizzato (Verona) |

|  |           |                |
|  | Marcatori | 6’ Ciarlantini |

#### Girone di ritorno
| Arbitro: | Baldi (Roma) |

|            |           |               |
| Biondi 34’ | Marcatori | 55’ Vittiglio |

| Arbitro: | Da Pozzo (Monza) |

|              |           |  |
| Bocchinu 78’ | Marcatori |  |

| Arbitro: | Boschi (Parma) |

|                         |           |                |
| Scorrano 58’ Biondi 60’ | Marcatori | 80’ Borsellino |

| Arbitro: | Sguizzato (Verona) |

|  |           |                     |
|  | Marcatori | 25’, 84’ Maragliulo |

| Arbitro: | Sarti (Modena) |

|                   |           |  |
| Biondi 82’ (rig.) | Marcatori |  |

| Arbitro: | Baroni (Macerata) |

|                                                      |           |  |
| Biondi 4’ Ciarlantini 8’ Biagetti 18’ Maragliulo 31’ | Marcatori |  |

| Livorno 7 marzo 1982 24ª giornata | Livorno             | 0 – 0 | Campobasso | Stadio Armando Picchi\| Arbitro: \| Lamorgese (Potenza) \| |
| Arbitro:                          | Lamorgese (Potenza) |       |            |                                                            |

| Arbitro: | Bruschini (Firenze) |

|                 |           |  |
| Ciarlantini 46’ | Marcatori |  |

| Arbitro: | Testa (Prato) |

|            |           |               |
| Zaccaro 1’ | Marcatori | 75’ Canzanese |

| Arbitro: | Boschi (Parma) |

|              |           |             |
| Biagetti 46’ | Marcatori | 8’ Sorbello |

| Civitanova Marche 18 aprile 1982 28ª giornata | Civitanovese       | 0 – 0 | Campobasso | Stadio Polisportivo Comunale\| Arbitro: \| Sguizzato (Verona) \| |
| Arbitro:                                      | Sguizzato (Verona) |       |            |                                                                  |

| Arbitro: | Scevola (Milano) |

|                |           |  |
| Maragliulo 15’ | Marcatori |  |

| Arbitro: | Lamorgese (Potenza) |

|                |           |            |
| Mannarelli 20’ | Marcatori | 75’ Biondi |

| Arbitro: | Coppetelli (Tivoli) |

|  |           |            |
|  | Marcatori | 88’ Biondi |

| Arbitro: | Cerquoni (Macerata) |

|              |           |  |
| Calcagni 26’ | Marcatori |  |

| Casarano 23 maggio 1982 33ª giornata | Virtus Casarano     | 0 – 2 (tav.) | Campobasso | Stadio Giuseppe Capozza\| Arbitro: \| Bruschini (Firenze) \| |
| Arbitro:                             | Bruschini (Firenze) |              |            |                                                              |

| Arbitro: | Sguizzato (Verona) |

|                |           |  |
| Maragliulo 16’ | Marcatori |  |

### Coppa Italia Serie C

#### Fase eliminatoria a gironi
|            | AVE | CAM | CAS |
| ---------- | --- | --- | --- |
| Avezzano   | ––– | 1-3 | 1-1 |
| Campobasso | 1-0 | ––– | 0-0 |
| Casertana  | 4-0 | 0-0 | ––– |

| Pos. | Squadra    | Pt | G | V | N | P | GF | GS | DR |
| ---- | ---------- | -- | - | - | - | - | -- | -- | -- |
| 1.   | Campobasso | 6  | 4 | 2 | 2 | 0 | 4  | 1  | +3 |
| 2.   | Casertana  | 5  | 4 | 1 | 3 | 0 | 5  | 1  | +4 |
| 3.   | Avezzano   | 1  | 4 | 0 | 1 | 3 | 2  | 9  | -7 |

| Caserta 23 agosto 1981 1ª giornata | Casertana                   | 0 – 0 | Campobasso | Stadio Alberto Pinto\| Arbitro: \| Pellicanò (Reggio Calabria) \| |
| Arbitro:                           | Pellicanò (Reggio Calabria) |       |            |                                                                   |

| 26 agosto 1981 2ª giornata |  | – Il Campobasso riposa |  |  |

| Arbitro: | Ramicone (Tivoli) |

|               |           |  |
| Canzanese 53’ | Marcatori |  |

| Bojano 2 settembre 1981 4ª giornata | Campobasso          | 0 – 0 | Casertana | Stadio Adriano Colalillo\| Arbitro: \| Bruschini (Firenze) \| |
| Arbitro:                            | Bruschini (Firenze) |       |           |                                                               |

| 6 settembre 1981 5ª giornata |  | – Il Campobasso riposa |  |  |

| Arbitro: | Vallesi (Pisa) |

|             |           |                              |
| Manzoni 68’ | Marcatori | 42’ Motta 52’, 70’ Canzanese |

#### Qualificazione ai sedicesimi di finale
| Squadra 1 | Totale | Squadra 2  | Andata | Ritorno |
| --------- | ------ | ---------- | ------ | ------- |
| Frosinone | 0 - 2  | Campobasso | 0 - 0  | 0 - 2   |

| Frosinone 28 ottobre 1981 Qualificazione ai sedicesimi-Andata | Frosinone               | 0 – 0 | Campobasso | Stadio Matusa\| Arbitro: \| Damiami (Ascoli Piceno) \| |
| Arbitro:                                                      | Damiami (Ascoli Piceno) |       |            |                                                        |

| Arbitro: | Creati (Acireale) |

|                    |           |  |
| D'Adderio 46’, 67’ | Marcatori |  |

#### Sedicesimi di finale
| Squadra 1 | Totale | Squadra 2  | Andata | Ritorno     |
| --------- | ------ | ---------- | ------ | ----------- |
| Teramo    | 2 - 5  | Campobasso | 1 - 1  | 1 - 4 (dts) |

| Arbitro: | Coppetelli (Tivoli) |

|          |           |               |
| Motta 6’ | Marcatori | 34’ Canzanese |

| Arbitro: | Baroni (Macerata) |

|                                                         |           |               |
| Biondi 19’ Silvestri 95’ Maragliulo 107’ Canzanese 109’ | Marcatori | 34’ Pierleoni |

#### Ottavi di finale
| Squadra 1 | Totale | Squadra 2  | Andata | Ritorno |
| --------- | ------ | ---------- | ------ | ------- |
| Ternana   | 1 - 3  | Campobasso | 1 - 1  | 0 - 2   |

| Arbitro: | Coppetelli (Tivoli) |

|              |           |                    |
| Pagliari 25’ | Marcatori | 87’ (aut.) Malerba |

| Arbitro: | Creati (Acireale) |

|                               |           |  |
| Scorrano 13’ Maestripieri 76’ | Marcatori |  |

#### Quarti di finale
| Squadra 1 | Totale | Squadra 2  | Andata | Ritorno |
| --------- | ------ | ---------- | ------ | ------- |
| Osimana   | 0 - 2  | Campobasso | 0 - 0  | 0 - 2   |

| Osimo 31 marzo 1982 Quarti di finale-Andata | Osimana           | 0 – 0 | Campobasso | Stadio Diana\| Arbitro: \| Gava (Conegliano) \| |
| Arbitro:                                    | Gava (Conegliano) |       |            |                                                 |

| Arbitro: | Balsamo (Paola) |

|                              |           |  |
| D'Adderio 29’ Maragliulo 43’ | Marcatori |  |

#### Semifinali
| Squadra 1 | Totale | Squadra 2  | Andata | Ritorno |
| --------- | ------ | ---------- | ------ | ------- |
| Campania  | 0 - 1  | Campobasso | 0 - 0  | 0 - 1   |

| Barra (Napoli) 5 maggio 1982 Semifinali-Andata | Campania                | 0 – 0 | Campobasso | Stadio Caduti di Brema\| Arbitro: \| Damiani (Ascoli Piceno) \| |
| Arbitro:                                       | Damiani (Ascoli Piceno) |       |            |                                                                 |

| Arbitro: | Greco (Lecce) |

|               |           |  |
| Canzanese 90’ | Marcatori |  |

#### Finale
| Campobasso 13 giugno 1982 Andata | Campobasso         | 0 – 0 | Lanerossi Vicenza | Stadio Giovanni Romagnoli\| Arbitro: \| De Marchi (Novara) \| |
| Arbitro:                         | De Marchi (Novara) |       |                   |                                                               |

| Arbitro: | Testa (Prato) |

|                                           |           |               |
| Corallo 82’ Guerra 91’ Renica 112’ (rig.) | Marcatori | 7’ Maragliulo |

## Statistiche

### Statistiche di squadra
| Competizione         | Punti | In casa | In casa | In casa | In casa | In casa | In casa | In trasferta | In trasferta | In trasferta | In trasferta | In trasferta | In trasferta | Totale | Totale | Totale | Totale | Totale | Totale | DR  |
| Competizione         | Punti | G       | V       | N       | P       | Gf      | Gs      | G            | V            | N            | P            | Gf           | Gs           | G      | V      | N      | P      | Gf     | Gs     | DR  |
| -------------------- | ----- | ------- | ------- | ------- | ------- | ------- | ------- | ------------ | ------------ | ------------ | ------------ | ------------ | ------------ | ------ | ------ | ------ | ------ | ------ | ------ | --- |
| Serie C1             | 46    | 17      | 13      | 3       | 1       | 24      | 5       | 17           | 5            | 7            | 5            | 12           | 10           | 34     | 18     | 10     | 6      | 36     | 15     | +21 |
| Coppa Italia Serie C | 6     | 8       | 6       | 2       | 0       | 12      | 1       | 8            | 1            | 6            | 1            | 6            | 6            | 16     | 7      | 8      | 1      | 18     | 7      | +11 |
| Totale               |       | 25      | 19      | 5       | 1       | 36      | 6       | 25           | 6            | 13           | 6            | 18           | 16           | 50     | 25     | 18     | 7      | 54     | 22     | +32 |

### Statistiche dei giocatori
| Giocatore       | Serie C1 | Serie C1 | Coppa Italia Serie C | Coppa Italia Serie C | Totale   | Totale |
| Giocatore       | Presenze | Reti     | Presenze             | Reti                 | Presenze | Reti   |
| --------------- | -------- | -------- | -------------------- | -------------------- | -------- | ------ |
| U. Biagetti     | 26       | 4        | 3                    | 0                    | 29       | 4      |
| P. Biancardi    | 2        | 0        | 4                    | 0                    | 6        | 0      |
| G. Biondi       | 26       | 9        | 7                    | 1                    | 33       | 10     |
| S. Calcagni     | 32       | 1        | 14                   | 0                    | 46       | 1      |
| A. Canzanese    | 27       | 5        | 11                   | 6                    | 38       | 11     |
| F. Carnevale    | 0        | 0        | 1                    | 0                    | 1        | 0      |
| U. Catarci      | 5        | 0        | 4                    | 0                    | 9        | 0      |
| W. Ciappi       | 27       | -9       | 0                    | 0                    | 27       | -9     |
| L. Ciarlantini  | 28       | 4        | 16                   | 0                    | 44       | 4      |
| F. D'Adderio    | 15       | 0        | 11                   | 3                    | 26       | 3      |
| P. Di Lena      | 0        | 0        | 3                    | 0                    | 3        | 0      |
| R. Di Risio     | 33       | 1        | 12                   | 0                    | 45       | 1      |
| B. Fantini      | 2        | -2       | 4                    | -1                   | 6        | -3     |
| N. Fucci        | 1        | 0        | 1                    | 0                    | 2        | 0      |
| L. Intrevado    | 0        | 0        | 1                    | 0                    | 1        | 0      |
| M. Maestripieri | 31       | 1        | 14                   | 1                    | 45       | 2      |
| P. Maragliulo   | 23       | 7        | 11                   | 3                    | 34       | 10     |
| R. Martin       | 13       | 0        | 11                   | 0                    | 24       | 0      |
| G. Motta        | 2        | 0        | 4                    | 1                    | 6        | 1      |
| P. Nemo         | 2        | 0        | 1                    | 0                    | 3        | 0      |
| M. Nicolucci    | 13       | 0        | 11                   | 0                    | 24       | 0      |
| C. Parpiglia    | 30       | 0        | 10                   | 0                    | 40       | 0      |
| M. Scorrano     | 32       | 1        | 11                   | 1                    | 43       | 2      |
| M. Silvestri    | 12       | 0        | 7                    | 0                    | 19       | 0      |
| L. Sollazzo     | 0        | 0        | 2                    | 0                    | 2        | 0      |
| G. Testa        | 0        | 0        | 1                    | 0                    | 1        | 0      |
| M. Tomasino     | 2        | 0        | 3                    | 0                    | 5        | 0      |
| P. Tomei        | 4        | -4       | 12                   | -5                   | 16       | -9     |
| A. Tripepi      | 30       | 0        | 10                   | 0                    | 40       | 0      |